# Мышковский сельский совет
Мышковский сельский совет (укр. Мишківська сільська рада) — входит в состав
Залещицкого района
Тернопольской области
Украины.
Административный центр сельского совета находится в 
с. Мышков.

## Населённые пункты совета
- с. Мышков